# Плачкі (Сілезьке воєводство)
Плачкі (пол. Płaczki) — село в Польщі, у гміні Попув Клобуцького повіту Сілезького воєводства.
Населення — 115 осіб (2011).
У 1975-1998 роках село належало до Ченстоховського воєводства.

## Демографія
Демографічна структура станом на 31 березня 2011 року:
|          | Загалом | Допрацездатний вік | Працездатний вік | Постпрацездатний вік |
| -------- | ------- | ------------------ | ---------------- | -------------------- |
| Чоловіки | 55      | 13                 | 33               | 9                    |
| Жінки    | 60      | 10                 | 33               | 17                   |
| Разом    | 115     | 23                 | 66               | 26                   |